# Eton mess

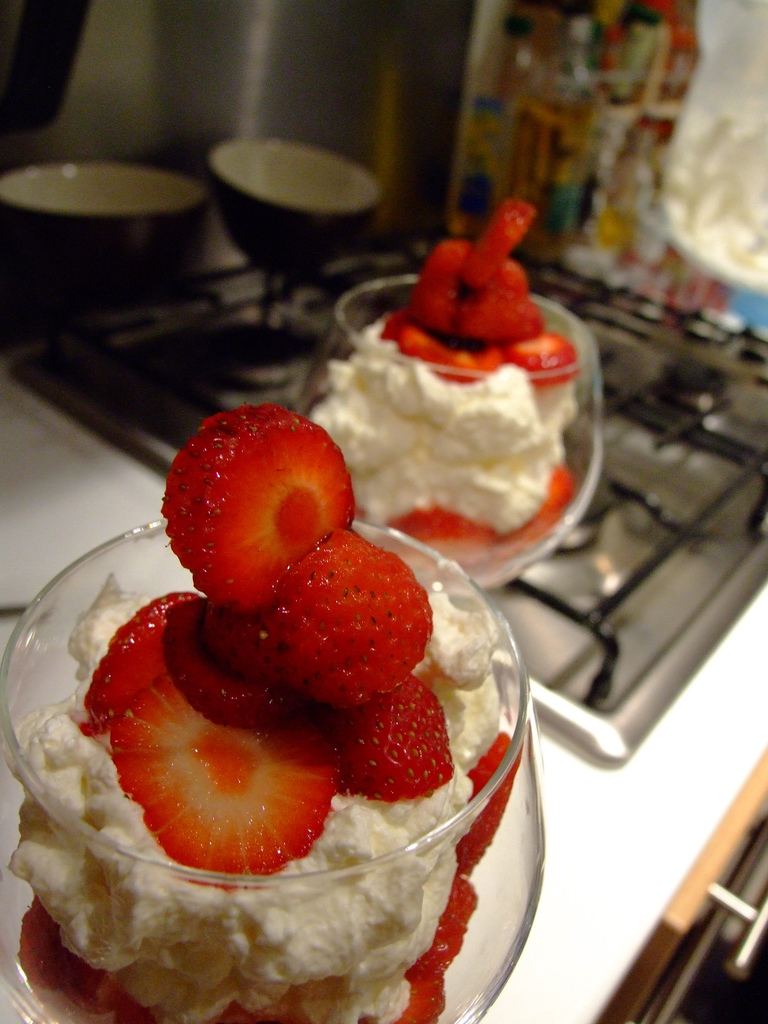
Eton mess.

El Eton mess es un postre de origen inglés consistente en una mezcla de fresas, trozos de merengue y nata, que se sirve tradicionalmente en el partido anual de críquet que se celebra el 4 de junio en el Colegio Eton contra los estudiantes del Winchester College. El plato ha sido conocido por este nombre desde el siglo XIX.

## Orígenes
Según el Recipes from the Dairy (1995) de Robin Weir, que habla como bibliotecario del Colegio Eton, El Eton mess era servido en los años 30 en la sock shop del Colegio, y originalmente se elaboraba con fresas o plátanos mezclados con helado o nata. El merengue fue una adición posterior, y puede haber sido una innovación de Michael Smith, el autor de Fine English Cookery (1973). Un Eton mess puede hacerse con muchos otros tipos de fruta de verano, pero las fresas se consideran más tradicionales.
Un postre parecido es el Lancing mess, servido todo el año en el Lancing College de West Sussex (Inglaterra).
La palabra mess (‘desorden’) puede aludir a la apariencia del plato, o usarse en el sentido de ‘una cantidad de comida’, especialmente ‘un plato preparado de comida blanda’ o ‘una mezcla de ingredientes cocinados o comidos juntos’.